# 三甲基血清素
三甲基血清素（缩写TMS）是一类血清素的三甲基取代衍生物，分子式C
13H
18N
2O，有：
- 5-甲氧基二甲基色胺（N,N,O-三甲基血清素），CAS号：1019-45-0
- N,O,α-三甲基血清素（5-甲氧基-α,N-二甲基色胺），CAS号：4822-13-3
- 蟾蜍特尼定（N,N,N-三甲基血清素），CAS号：487-91-2